# Ringendorf (Gemeinde Großmugl)
Ringendorf ist ein  Dorf im  westlichen Weinviertel  in Niederösterreich wie auch Ortschaft und Katastralgemeinde der Gemeinde Großmugl im Bezirk Korneuburg.

## Geographie

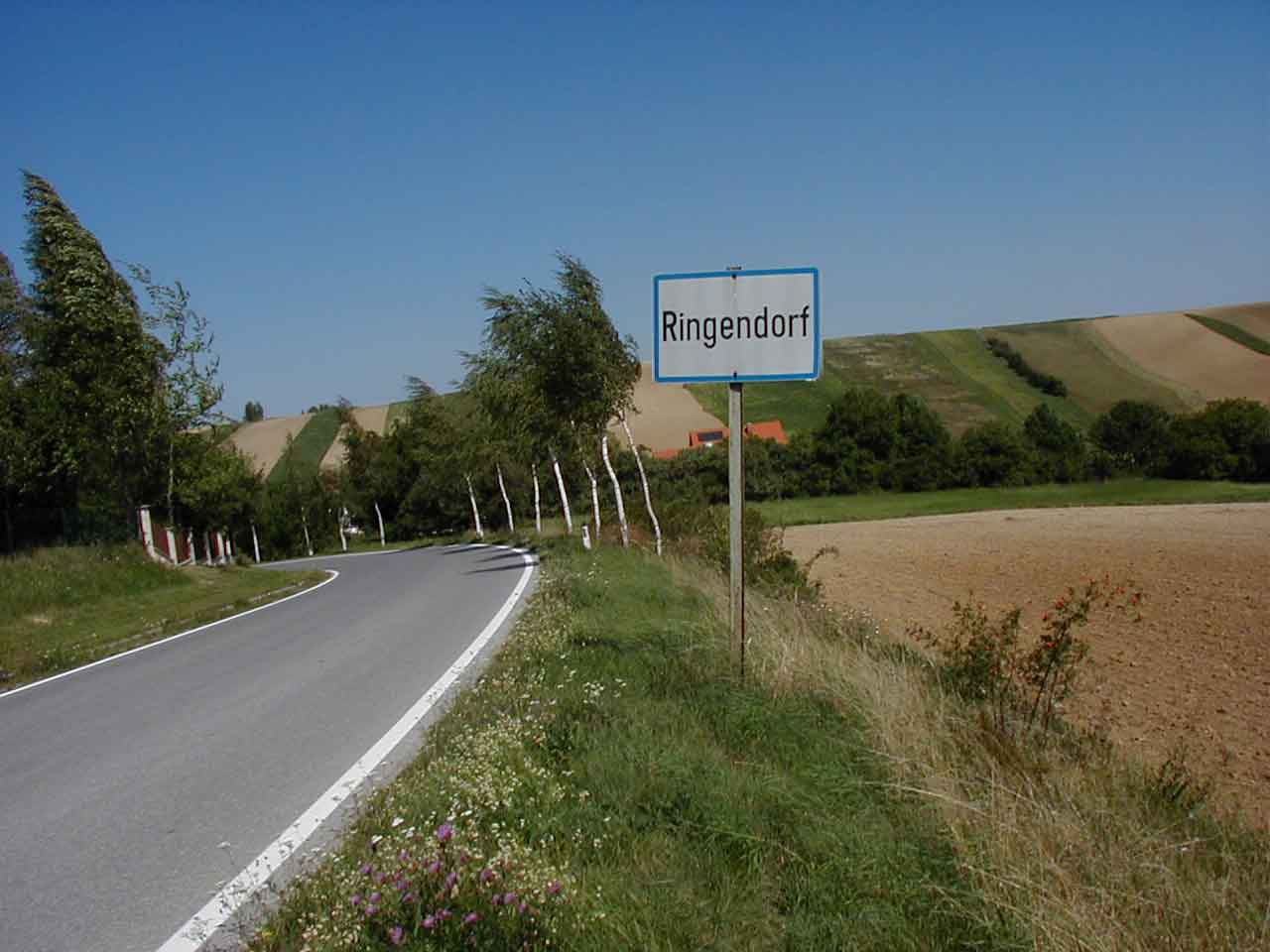
Ortspassage Ringendorf der L 1086

Der Ort befindet sich etwa 35 Kilometer nordwestlich vom Stadtzentrum von Wien,  und 11 km südöstlich von Hollabrunn.
Er liegt etwa 2½ km westlich von Großmugl auf um die 285 m ü. A. Höhe in den Südwestausläufern der Leiser Berge am Hölzlberg (328 m ü. A.). Hier entspringt der Ringendorfer Graben, der – im Oberlauf nur periodisches Gewässer – bei Untermallebarn in den Göllersbach mündet.
Die Ortschaft umfasst etwa 50 Gebäude mit knapp 110 Einwohnern.
Die Gesamtfläche der Katastralgemeinde beträgt 396 Hektar.
Der Ort erstreckt sich  oberhalb der heutigen Landesstraße L 1086 (Weinviertler Straße B 303 bei Göllersdorf über Göllersdorf-Untergrub  –
Ringendorf zur L 27 in Großmugl).
|                                                                               | Füllersdorf                                 | Steinabrunn |
| Obergrub (Gem. Göllersdorf, Bez. Hollabrunn)                                  | Kompassrose, die auf Nachbargemeinden zeigt | Großmugl    |
| Untergrub (Gem. Göllersdorf, Bez. Hollabrunn) Untermallebarn (Gem. Sierndorf) | Geitzendorf                                 | Roseldorf   |

## Geschichte
Laut Adressbuch von Österreich waren im Jahr 1938 in der Ortsgemeinde Ringendorf ein Gastwirt, ein Gemischtwarenhändler, eine Milchgenossenschaft, ein Schmied und einige Landwirte ansässig.

## Kultur und Sehenswürdigkeiten
- Ortskapelle Hl. Barbara: 1836 errichtete klassizistische Kleinkirche[2]

Großmugl hat sich 2009 als Sternenlichtoase im Sinne der UNESCO-Konvention zum „Recht auf Sternenlicht“ erklärt. Das ganze Gemeindegebiet betreibt aktiven Schutz vor Lichtverschmutzung.